# Xenomusa monoda
Xenomusa monoda är en fjärilsart som beskrevs av Edward Meyrick 1890. Xenomusa monoda ingår i släktet Xenomusa och familjen mätare. Inga underarter finns listade i Catalogue of Life.